# Hermann Sasse
Hermann Otto Erich Sasse (ur. 17 lipca 1895 w Sonnewalde, zm. 9 sierpnia 1976 w Adelaide) – duchowny i teolog luterański pochodzenia niemieckiego, w latach 1949–1976 zamieszkały w Australii. 
W 1913 roku Hermann Sasse podjął studia teologiczne i filozoficzne na Uniwersytecie w Berlinie. 13 czerwca 1920 został ordynowany w kościele św. Mateusza w Berlinie i służył w kilku brandenburskich parafiach. W 1923 roku uzyskał licencjat z teologii w Berlinie, a w 1926 tytuł magistra w seminarium w Hartford w stanie Connecticut. 11 września poślubił Margarete Naumann (zm. w 1964).
Był działaczem ruchu ekumenicznego. W 1932 roku brał udział w konferencji rozbrojeniowej w Genewie. Był jednym z pierwszych działaczy antynazistowskiego Kościoła Wyznającego. Wraz z Dietrichem Bonhoefferem napisał wyznanie z Bethel sprzeciwiające się dyskryminacji Żydów. Z drugiej jednak strony nie podpisał deklaracji z Barmen, uważając, że Kościół Wyznający próbuje zawłaszczyć dla siebie autorytet całego Kościoła. W 1933 został profesorem Uniwersytetu w Erlangen i, dzięki ochronie dziekana wydziału teologii, zachował swoją posadę przez cały okres rządów nazistów.
Sasse był przeciwny utworzeniu Kościoła Ewangelickiego w Niemczech i dołączył do Wolnego Kościoła Luterańskiego. W 1949 roku przyjął propozycję objęcia posady w Immanuel Seminary w Adelajdzie, którą sprawował do 1969 roku. Przyczynił się do zjednoczenia australijskich luteranów w jeden Kościół. Był uważany za teologa konserwatywnego, jednak aktywnie uczestniczył w dialogu z innymi wyznaniami. 
W 1972 roku został odznaczony Orderem Zasługi Republiki Federalnej Niemiec.